# Martina Fusini
Martina Fusini (Fiesole, 30 gennaio 1996) è una calciatrice italiana, difensore del Sassuolo.

## Carriera

### Club
Martina Fusini cresce calcisticamente nelle giovanili del Firenze, società che la inserisce nella formazione che disputa il Campionato Primavera dalla stagione 2009-2010, indossando la maglia viola della Primavera per tre stagioni e conquistando il titolo di campione d'Italia al termine della stagione 2012-2013 battendo in finale le pari età del Torino. Le prestazioni offerte nelle giovanili convincono la società ad inserirla in rosa con la squadra titolare.
Partita come riserva del reparto offensivo, Fusini fa il suo debutto in Serie A nel corso della stagione 2012-2013 conclusa con 18 presenze, siglando anche il suo primo gol nella massima serie.
Nell'estate 2015, a seguito della fondazione della Fiorentina Women's come sezione femminile affiliata all'omonimo club maschile e da accordi con il Firenze, viene inserita in rosa sia nella formazione Primavera che alla squadra titolare che ha partecipato alla stagione di Serie A 2015-2016.
Nella prima stagione della nuova società la squadra si rivela una delle più competitive, militando stabilmente ai vertici della classifica; Orlandi contribuisce a terminare il campionato al terzo posto mentre in Coppa Italia la Fiorentina viene eliminata dal San Zaccaria ai sedicesimi di finale. La stagione successiva è quella più significativa della sua carriera, festeggiando con le compagne il primo posto in Serie A, con la conquista del primo Scudetto femminile per la società, conservato in tutto l'arco del campionato, frutto di 21 vittorie e una sola sconfitta, e della Coppa Italia, battendo in finale le detentrici del trofeo del Brescia per 1-0.
In agosto 2017 viene confermato il suo trasferimento all'Empoli
A fine stagione ritorna alla Fiorentina.
Va di nuovo in prestito nella seconda metà della stagione 2020-2021, al Napoli.
Durante la successiva sessione estiva di calciomercato il club di Firenze decide ancora una volta per il prestito, questa volta accordandosi con il Pomigliano neopromosso in Serie A. Qui Fusini rimane per tre stagioni, tutte passate nel massimo campionato italiano, contribuendo a raggiungere la salvezza nelle prime due stagioni, alla seconda vincendo sulla Lazio lo spareggio promozione-retrocessione, ma condividendo alla fine della terza la retrocessione in Serie B.
Il 18 luglio 2024, viene annunciato il suo trasferimento a titolo definitivo al Sassuolo, sempre in Serie A.

### Nazionale
Nel gennaio 2015 il selezionatore delle nazionali giovanili dell'Italia Corrado Corradini la convoca a Coverciano presso il Centro Tecnico Sportivo Federale della FIGC pee uno stage in vista di un possibile inserimento in rosa nella Nazionale italiana Under-19 in vista della Fase Élite del carpionato europeo di categoria 2015.

## Statistiche

### Presenze e reti nei club
Statistiche aggiornate all'11 maggio 2025.
| Stagione          | Squadra           | Campionato        | Campionato | Campionato | Coppe nazionali | Coppe nazionali | Coppe nazionali | Coppe continentali | Coppe continentali | Coppe continentali | Altre coppe | Altre coppe | Altre coppe | Totale | Totale |
| Stagione          | Squadra           | Comp              | Pres       | Reti       | Comp            | Pres            | Reti            | Comp               | Pres               | Reti               | Comp        | Pres        | Reti        | Pres   | Reti   |
| ----------------- | ----------------- | ----------------- | ---------- | ---------- | --------------- | --------------- | --------------- | ------------------ | ------------------ | ------------------ | ----------- | ----------- | ----------- | ------ | ------ |
| 2012-2013         | Firenze           | A                 | 18         | 1          | CI              | 2               | 0               | -                  | -                  | -                  | -           | -           | -           | 20     | 1      |
| 2013-2014         | Firenze           | A                 | 24         | 0          | CI              | ?               | ?               | -                  | -                  | -                  | -           | -           | -           | 24+    | 0+     |
| 2014-2015         | Firenze           | A                 | 3          | 0          | CI              | 0               | 0               | -                  | -                  | -                  | -           | -           | -           | 3      | 0      |
| Totale Firenze    | Totale Firenze    | Totale Firenze    | 45         | 1          | -               | 2+              | 0+              | -                  | -                  | -                  | -           | -           | -           | 47+    | 1+     |
| 2015-2016         | Fiorentina        | A                 | -          | -          | CI              | -               | -               | -                  | -                  | -                  | -           | -           | -           | -      | -      |
| 2016-2017         | Fiorentina        | A                 | 8          | 0          | CI              | 1               | 2               | -                  | -                  | -                  | -           | -           | -           | 9      | 2      |
| 2017-2018         | Empoli            | A                 | 3          | 0          | CI              | 1               | 0               | -                  | -                  | -                  | -           | -           | -           | 4      | 0      |
| 2018-2019         | Fiorentina        | A                 | 8          | 0          | CI              | 2               | 0               | UWCL               | 0                  | 0                  | SI          | 0           | 0           | 10     | 0      |
| 2019-2020         | Fiorentina        | A                 | 5          | 0          | CI              | 1               | 0               | UWCL               | 1                  | 0                  | SI          | 0           | 0           | 7      | 0      |
| lug.-dic. 2020    | Fiorentina        | A                 | 1          | 0          | CI              | 2               | 0               | UWCL               | 0                  | 0                  | SI          | -           | -           | 3      | 0      |
| Totale Fiorentina | Totale Fiorentina | Totale Fiorentina | 22         | 0          | -               | 6               | 2               | -                  | 1                  | 0                  | -           | 0           | 0           | 29     | 2      |
| gen.-giu. 2021    | Napoli            | A                 | 9          | 0          | CI              | -               | -               | -                  | -                  | -                  | -           | -           | -           | 9      | 0      |
| 2021-2022         | Pomigliano        | A                 | 22         | 0          | CI              | 1               | 0               | -                  | -                  | -                  | -           | -           | -           | 23     | 0      |
| 2022-2023         | Pomigliano        | A                 | 24+2       | 0          | CI              | 4               | 0               | -                  | -                  | -                  | -           | -           | -           | 28     | 0      |
| 2023-2024         | Pomigliano        | A                 | 23         | 0          | CI              | 1               | 0               | -                  | -                  | -                  | -           | -           | -           | 24     | 0      |
| Totale Pomigliano | Totale Pomigliano | Totale Pomigliano | 71         | 0          | -               | 6               | 0               | -                  | -                  | -                  |             | -           | -           | 77     | 0      |
| 2024-2025         | Sassuolo          | A                 | 7          | 0          | CI              | 1               | 0               | -                  | -                  | -                  | -           | -           | -           | 8      | 0      |
| 2025-2026         | Sassuolo          | A                 | -          | -          | CI              | -               | -               | -                  | -                  | -                  | AWC         | -           | -           | -      | -      |
| Totale Sassuolo   | Totale Sassuolo   | Totale Sassuolo   | 7          | 0          | -               | 1               | 0               | -                  | -                  | -                  |             | -           | -           | 8      | 0      |
| Totale carriera   | Totale carriera   | Totale carriera   | 17         | 1          | -               | 16+             | 2+              | -                  | 1                  | 0                  | -           | 0           | 0           | 174+   | 3+     |

## Palmarès

### Club
- Campionato italiano: 1

Fiorentina: 2016-2017
- Coppa Italia: 1

Fiorentina: 2016-2017
- Supercoppa italiana: 1

Fiorentina: 2018

### Competizioni giovanili
- Campionato Primavera: 1

Firenze: 2012-2013